# Raymond Geuss
Raymond Geuss (geboren 10. Dezember 1946 in Evansville (Indiana)) ist ein US-amerikanisch-britischer Philosoph.

## Leben
Raymond Geuss ist Sohn eines Stahlarbeiters. Er besuchte ab 1959 ein katholisches Internat in Philadelphia und wurde von ungarischen Priestern erzogen, die aus dem kommunistischen Ungarn geflohen waren. Er studierte Philosophie bei Sidney Morgenbesser an der Columbia University und wurde 1971 bei Robert Denoon Cumming promoviert. Er war bis zu seiner Pensionierung Professor für Philosophie an der philosophischen Fakultät der Universität Cambridge in England. Geuss lehrte Philosophie in Heidelberg, Chicago, Princeton, Hamburg, Frankfurt und war Fellow am Wissenschaftskolleg zu Berlin. Weitere Forschungen führten ihn nach Bielefeld, Fribourg und Yale. Seine jüngsten Arbeiten haben den Schwerpunkt politische Philosophie. 2011 wurde er zum Mitglied der British Academy gewählt.
Geuss ist seit 2000 eingebürgerter Brite.

## Schriften (Auswahl)

### Bücher
- The idea of a critical theory (1981)
- Morality, culture, and history (1999)
- Parrots, poets, philosophers, & good advice (1999)
- History and illusion in politics (2001)
- Public goods, private goods (2001)
- Andrea Kern; Christoph Menke (Hrsg.): Glück und Politik : Potsdamer Vorlesungen. Three lectures. Berlin : BWV, Berliner Wissenschafts-Verlag, 2004
- Outside ethics (2005)
- Philosophy and real politics (2008)
- Who Needs a World View? (2020)
- A Philosopher Looks at Work, Cambridge University Press, Cambridge u. a. 2021

### In deutscher Sprache
- Quine und die Unbestimmtheit der Ontologie, in: Bubner, R.; K. Cramer; R. Wiehl (Hrsg.): neue hefte für philosophie, Göttingen, Vandenhoeck & Ruprecht, Heft 8: Semantik und Ontologie, 1975, S. 34–50.
- Die Idee der Kritischen Theorie. Königstein 1983.
- Privatheit. Eine Genealogie, Frankfurt am Main 2002.
- Kritik der politischen Philosophie. Eine Streitschrift, aus dem Englischen von Karin Wördemann, Hamburger Edition, Hamburg 2011 ISBN 978-3-86854-229-5
- Über die Arbeit. Ein Essay, aus dem Englischen von Martin Bauer, Hamburger Edition, Hamburg 2023, ISBN 978-3-86854-372-8.
- Nicht wie ein Liberaler denken. Aus dem Englischen von Karin Wördemann, Suhrkamp, Berlin 2023, ISBN 978-3-518-58798-0.